# Коктенколь
Коктенколь (каз. Көктіңкөл) — село в Шетском районе Карагандинской области Казахстана. Административный центр Коктенкольского сельского округа. Находится примерно в 108 км к западу от районного центра, села Аксу-Аюлы. Код КАТО — 356461100.
В 5 км к северу от села расположено Коктенкольское молибденовое месторождение.

## Население
В 1999 году население села составляло 759 человек (360 мужчин и 399 женщин). По данным переписи 2009 года, в селе проживали 673 человека (333 мужчины и 340 женщин).

## Уроженцы
1. Байгозы Наймантайулы — казахский батыр.